# Linia kolejowa Litovel – Mladeč
Linia kolejowa Litovel – Mladeč (Linia kolejowa nr 274 (Czechy)) – jednotorowa, niezelektryfikowana linia kolejowa o znaczeniu regionalnym w Czechach. Łączy Litovel ze stacją Mladeč. Przebiega w całości przez terytorium Kraju ołomunieckiego.